# SINTEF
La Fondazione per la ricerca industriale e tecnica (in norvegese Stiftelsen for industriell og teknisk forskning, abbreviato SINTEF), è un istituto di ricerca indipendente fondato nel 1950 con il compito di condurre progetti di ricerca per privati ed enti pubblici.
La sede principale del SINTEF è a Trondheim, Norvegia.
Ha 2000 dipendenti in 75 paesi e un fatturato annuo di tre miliardi di corone norvegesi.
Fin dalla sua fondazione il SINTEF collabora strettamente con l'Università norvegese di scienza e tecnologia (NTNU),
I campi principali di ricerca del SINTEF sono la tecnologia, la medicina e le scienze sociali.